# The Banner Saga
The Banner Saga (укр. Сага стяга) — тактична рольова відеогра, розроблена Stoic Studio та видана Versus Evil. Спочатку видана для Windows і MacOS та iOS і Android в січні 2014 року. 17 квітня 2015 її також було випущено для Linux. Версії для PlayStation 4 та Xbox One вийшли у 2016 році, а версія для Nintendo Switch — у 2018 році.
Події відбуваються у вигаданому світі, натхненному скандинавською міфологією. Гра зображає подорож каравану людей і велетнів, які ведуть боротьбу з навалою істот дреджів. Сюжет подається з точки зору двох груп, які зливаються в одну історію. Його продовжили The Banner Saga 2 (2016) та The Banner Saga 3 (2018).

## Ігровий процес

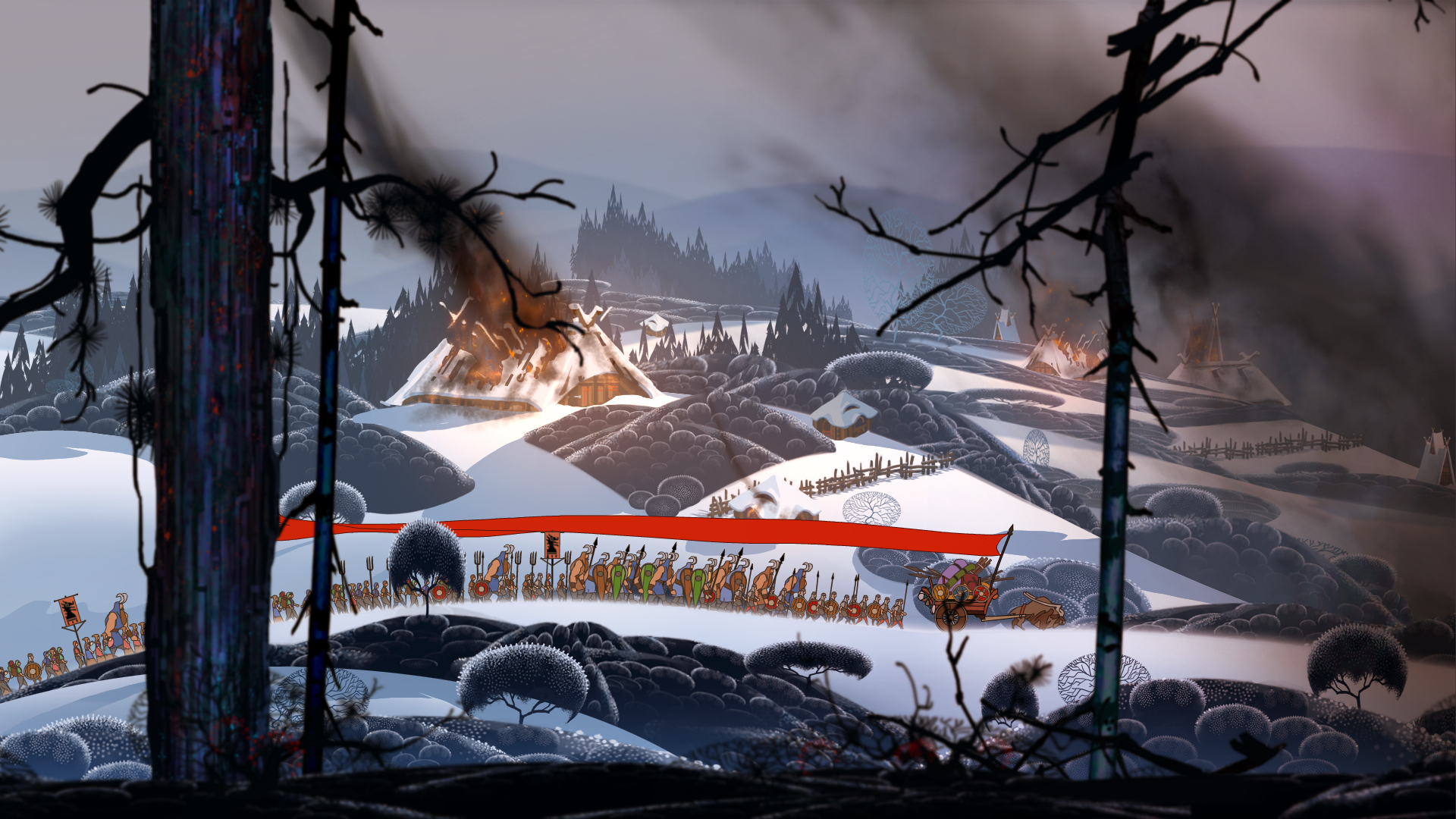
Подорож каравану

The Banner Saga — це інтерактивна оповідь в мультиплікаційному стилі, що слідує загальному сюжету про подорож каравану. Від результатів битв і рішень між ними залежить у якому стані караван перебуватиме і відповідно як витримуватиме проблеми. Караван подорожує автоматично, але його склад, кількість провізії та бойовий дух учасників залежать від прийнятих рішень. Під час подорожі можна зупинитися, щоб відпочити в таборі. Крім того за сюжетом караван зупиняється в містах, де крім відпочинку пропонується натренувати воїнів і купити для них спорядження. Час від часу між персонажами відбуваються діалоги, в яких пропонується обрати репліки; або належить приймати рішення на кшталт як вчинити з порушниками порядку або чи приймати до каравану нових учасників. Під час зупинок з'являється можливість оглянути мапу світу, але вона тільки інформує звідки й куди рухається караван і надає короткі відомості про місцевості.

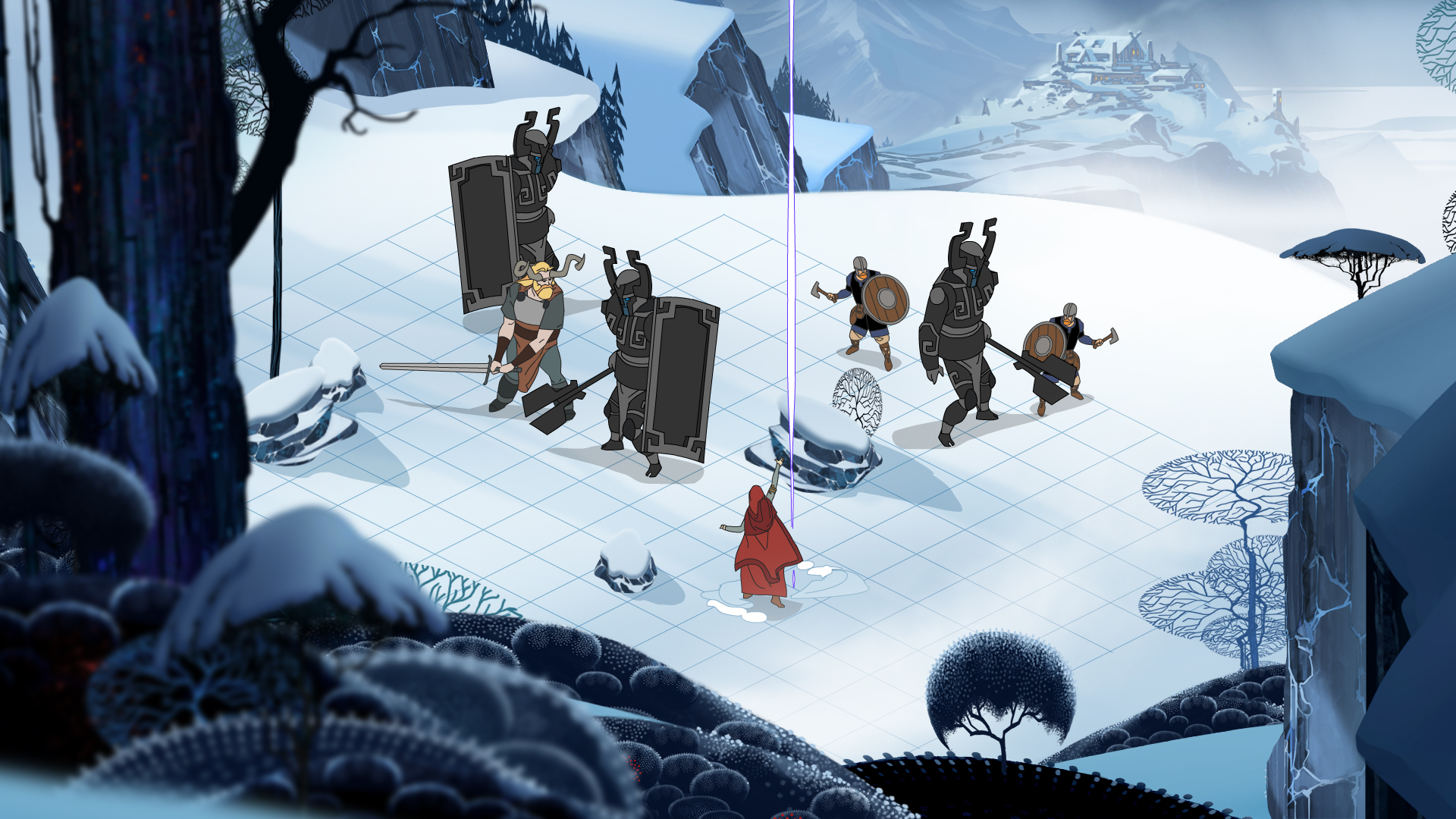
Битва

Основою гри є покрокові битви, натхненних такими іграми, як Final Fantasy Tactics і Shining Force. Впродовж сюжету до каравану приєднуються різні персонажі, з-поміж яких щонайбільше 6 посилаються в битву. Перед битвою для них обирається порядок дій і спорядження. Воїни мають характеристики: сила (STR, здоров'я і потужність атак), броня (ARM, зменшує завдану ворогами шкоду), сила волі (WIL, дозволяє ходити далі, атакувати сильніше чи користуватися спеціальними вміннями), зусилля (EXE, визначає скільки очок сили волі можна витратити за раз) та прорив (Break, обсяг ушкоджень, завдаваних за одну атаку ворожій броні). Ключовим є співвідношення сила/броня, оскільки втрачаючи здоров'я, персонажі також слабнуть, а броня зменшує шкоду від ворожих атак. Кожна атака може бути спрямована на безпосередньо ворожого воїна чи на його броню. Позбавлений броні ворог стає дуже вразливим. Деякі персонажі мають вміння для відновлення броні, але відновлювати силу в грі неможливо. Поле бою подається в ізометричній перспективі та поділяється на клітинки. Кожен боєць у свій крок може пройти певну відстань, атакувати чи використати особливе вміння. Коли герої убивають ворога, весь загін отримує одиницю сили волі. Поступово запас сили волі накопичується і його можна роздати бійцям. Якщо караван перед боєм має поганий бойовий дух, то стартова кількість сили волі зменшується. Коли одна з протиборчих сторін втрачає всіх бійців, крім одного, інша переходить в режим «Набігу». Тоді черга дій останнього ворога відсувається в кінець. Полеглі герої вважаються знепритомнілими і після бою повинні кілька днів лікуватися. Їх все одно можна брати в наступний бій, але їхня сила буде неповною. Спеціальні вміння можуть завдавати атак або давати тактичну перевагу. Наприклад, відштовхувати ворогів, провокувати їх на атаку тощо.
Залежно від успіхів у битві, або за рішення, які підтримує караван, отримується визнання. Воно витрачається на купівлю провіанту, спорядження, а також на розвиток персонажів. Здійснивши певну кількість убивств (тренувальні бої теж враховуються, хоча в них супротивники не гинуть), персонаж підвищує свій рівень розвитку й отримує 2 очка вдосконалень. Їх можна витратити на підвищення характеристик або посилення спеціального вміння. З кожним наступним рівнем розвитку персонаж також отримує змогу користуватися кращим спорядженням.
У багатокористувацькому режимі під назвою The Banner Saga: Factions, що поширювався як окрема гра (закритий з 9 лютого 2021 року), гравцям пропонувалося битися між собою, командуючи загонами. Отримане воїнами визнання витрачалося на найм нових героїв, їхній розвиток, оформлення, перейменування, а крім того на розширення бараку (дозволяло мати більше воїнів у запасі) та для отримання перепустки на турніри. Визнання тут отримувалося не тільки за перемоги, певна кількість надходила при щоденному заходженні в гру, здобувалася як винагорода за переможні місця в турнірах, або могла придбатися за реальні гроші.

## Сюжет

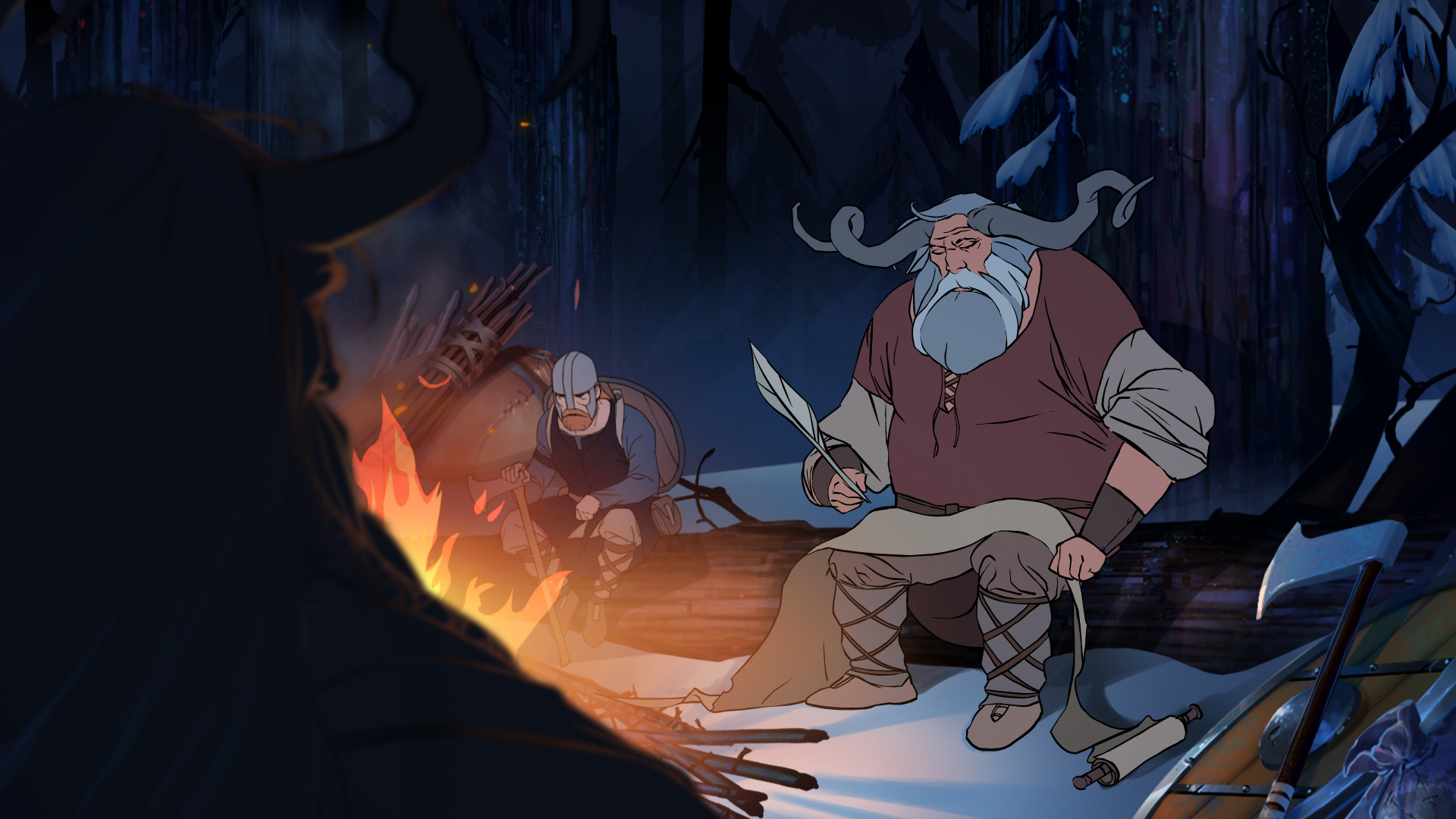
Герої під час привалу (концепт до гри)

Події відбуваються в умовно скандинавському світі, боги якого померли. Його населяють люди, рогаті велетні варли та закуті в кам'яні обладунки дреджі. Люди та варли колись воювали, але після давньої війни з дреджами перебувають в союзі. Всі варли — чоловіки, і оскільки їхній бог-творець помер, нові варли не з'являються. Дреджі населяють північ і підземелля, про них давно не було нічого відомо, але після загибелі богів сонце зупинилося і дреджі пападають на людей з варлами.
Історія починається з розповіді старого варла Убіна, який прибуває в портове місто Стренд за щорічною даниною. Там він дізнається, що владу в місті хочуть захопити розбійники, і прямує до палацу намісника, щоб допомогти в битві з нападниками. Після перемоги в Стренд прибуває караван варлського князя Вогніра разом з людським князем Лудіном, якого він супроводжує в місто Грофгайм. Убін приєднується до каравану Вогніра, оскільки їм по дорозі. Коли караван зупиняється перепочити, на нього нападають дреджі. В битві з ними гине Вогнір і мало не гине князь Лудін, караван очолює варл Хакон.
Тим часом далеко на схід від Стренда і лісах недалеко від села Скогр, людський лучник Рук зі своєю дочкою Алеттою під час полювання натрапляють на дреджа. Перемігли його, вони повертаються в Скогр і бачать, що на село напали дреджі. Ворогів виявляється надто багато, тому старійшина пропонує зібрати вцілілих і йти у Фростфельр. Рятуючи односельчан, старійшина гине (або зазнає важкого поранення) і Рук очолює вцілілих. Караван під його командуванням вирушає у Фростфельр.
Караван Хакона в ході своєї подорожі бореться з дреджами та дістається до вежі Ріджгорн, до якої, за повідомленнями розвідників, рухається велика армія дреджів. На верхівці вежі воїни перемагають командувача дреджів і забирають з собою пораненого «ткача» (чаклуна) Ейвінда, але це не зупиняє дреджів, тому караван відступає. Діставшись до Грофгайма, Хакон виявляє, що місто вже спалене дреджами.

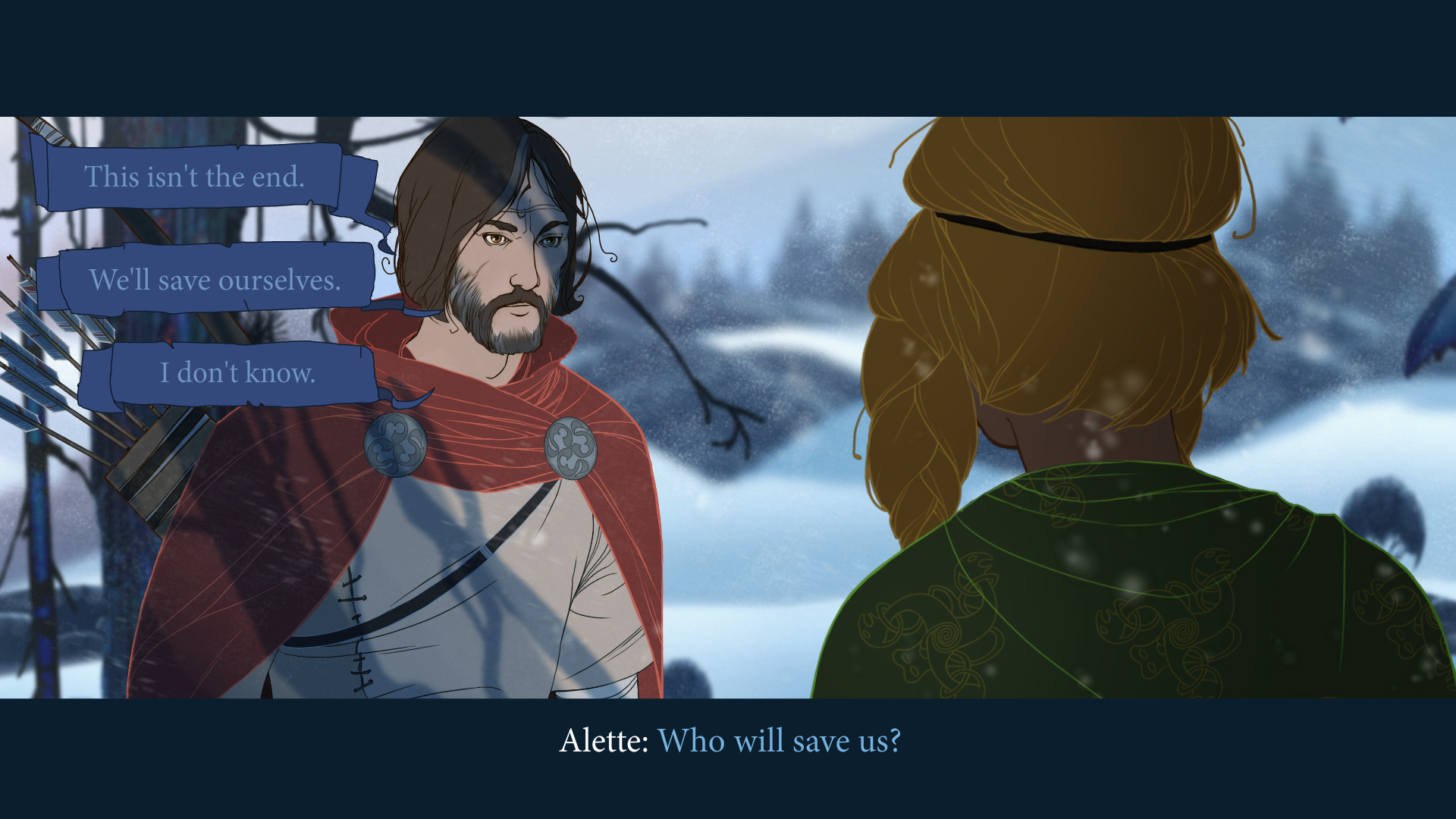
Рук і Алетта

Тим часом караван Рука добирається до Фроствельра і після перепочинку вирішує рухатися далі на захід у бік Грофгайма. Невдовзі Рук проходить через місто Вірмтоу, де до загону приєднується досвідчений полководець варлів Крумр, і тут же вперше вимовляється справжнє ім'я варла Айвера, який пішов зі Скогра разом з Руком — Інгвар. Покинувши Вірмтоу, Рук помічає загін, який відділився від каравану Хакона, за яким слідують дреджі, і вирішує допомогти. Після битви Рук зустрічає командувача загону — варла Фасольта, що розповідає про наближення кінця світу.
Фасольт каже, що для вирішальної битви проти дреджів оголошено загальний збір в місті варлів Ейнартофті, і що його загін рухається туди. Однак їхню розмову перериває обвал гори в далині. Фасольт поспішає зі своїм загоном у Ейнартофт і радить Руку якомога швидше також вирушати туди. Пізніше Рук наздоганяє загін Фасольта, але той вважає, що людям треба битися в околицях міста, а не заходити всередину. Тим часом варли Фасольта, помітивши Айвера, що був у загоні Рука з самого початку, пошепки промовляють «Інгвар», що переконує Фасольта прийняти людей в Ейнартофт.
Несподівано на обрій з'являється величезний змій, який руйнує гори. Це змушує всіх негайно висуватися до Ейнартофту. Потрапивши в місто, Рук отримує аудієнцію у короля варлів Джорундра. Там же він дізнається, що Інгвар — це справжнє ім'я Айвера, який свого часу міг би стати королем, бо переміг «сундрі» — особливо великого і могутнього дреджа. Інгвар зізнається, що під час війни з дреджами зрозумів, що вони не чудовиська, а так і ж розумні істоти, як люди та варли. Він припускає, що дреджі тікають від чогось.

Король каже, що варто зустріти ворога в Ейнартофті, але передбачаючи, що місто у всякому разі не встоїть, він наказує Хакону зібрати найкращих воїнів і піти в Арберранг. Армія дреджів і людей з варлами зустрічається на мосту перед Ейнартофтом. Дреджів веде чаклун дреджів «Співець каменю», проти якого виступає Ейвінд. Зрештою Ейвінду вдається перемогти «Співця каменю», проте на міст виходить «сундрі» Белловер (дослівно «Ревун»). Айвер виходить на бій з Белловером, а Руку наказує відступати разом з Ейвіндом. Айвер у бою втрачає руку, проте дреджі раптово відступають, побачивши наближення змія. Ейвінд лікує Айвера, проте витрачає на це всі свої сили і на кілька днів непритомніє. Уві сні Ейвінд бачить свою наставницю Юнону, яка лишилася на вежі Ріджгорн, і яку змій не зміг убити. В ході короткої розмови змій каже, що призначений зруйнувати світ, але спантеличений смертю богів. Юнона просить уві сні Ейвінда прибути в Сігргольм.

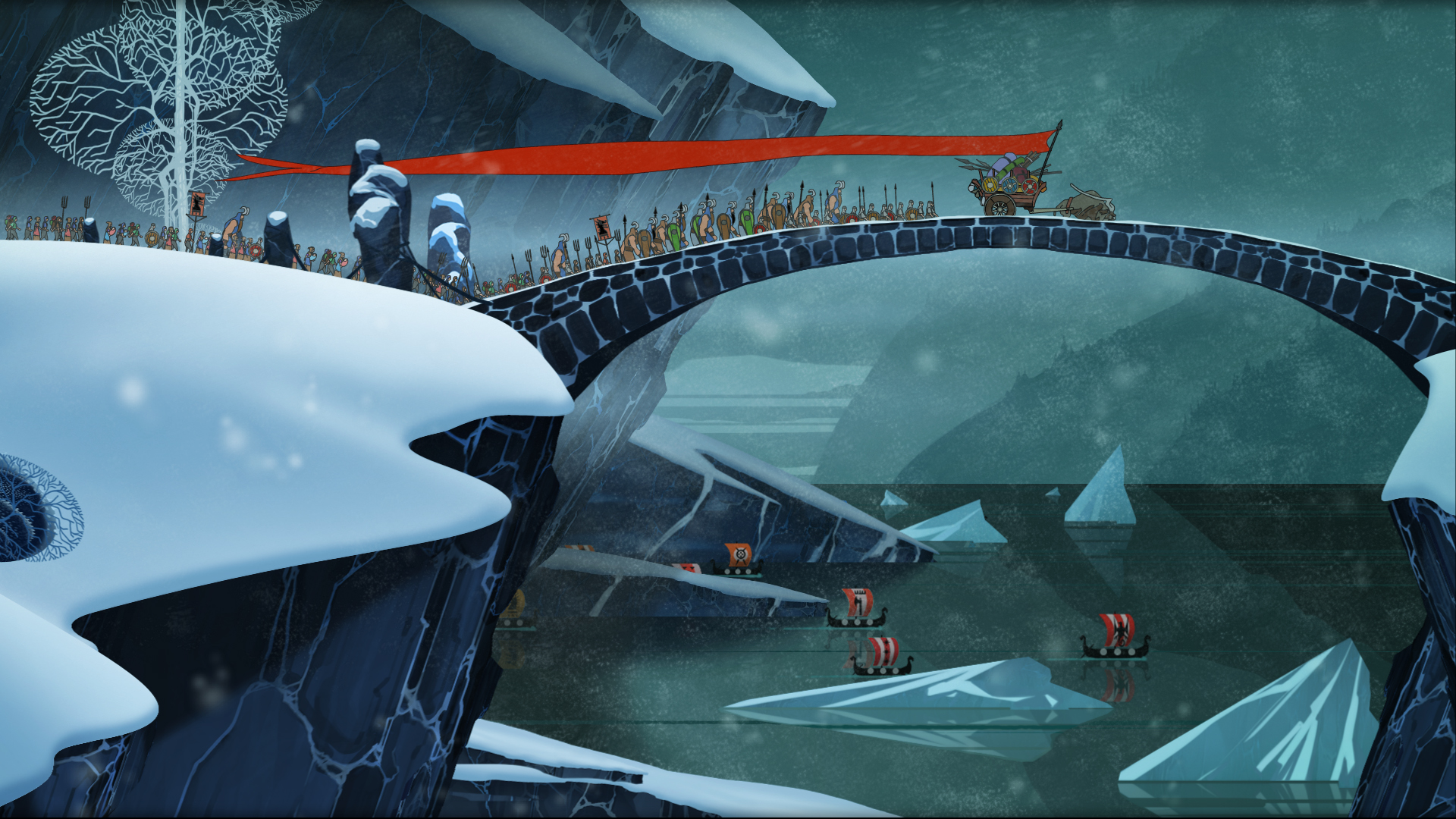
Подорож каравану

Дреджі продовжують наступ на Ейнартофт, тож Айвер вимагає від Джорундра зруйнувати міст, як спочатку пропонував Ейвінд. Король погоджується, але після цього зустрічі місцевий ватажок найманців Больверк, якому потрібні послуги Ейвінда. Оглядаючи місцевий порт, Рук дізнається, що варли під проводом Больверка тероризують місцеве населення за наказом міського голови, щоб не допустити бунту. Через це багато хто вже покинув порт. Тим часом Белловер наближається до міста, тож Рук організовує оборону, поки в порту будуються кораблі для евакуації.
З кожним днем дреджі нападають все сильніше. Хакон зі своїм загоном збирається атакувати їх, Рук із власними воїнами вирушає на підмогу. Разом їм вдається ненадовго зняти облогу. Скориставшись цим у місто прибуває Юнона, вона пропонує Руку вийти за стіни разом з нею, для чого зачакловує дреджів, аби вони їх не помітили. Вона розповідає, що Белловера можна перемогти срібною стрілою, для чого Руку потрібно взяти срібло з ідола за містом. Белловер безсмертний, його неможливо остаточно вбити, але зачаклована Юноною стріла змусить думати його, що він помер.
Перед вирішальною битвою Алетта просить в Рука довірити їй стрілу для Белловера. Він може погодитися або відмовити дочку. Юнона та загін Рука виходять на бій проти Белловера. Коли їм вдається розбити броню ватажка дреджів, Рук/Алетта стріляє в нього зачаклованою стрілою. Белловер біжить до Рука/Алетти та вбиває його/її. Решта воїнів кидають останні зусилля, щоб здолати Белловера. Під їхнім натиском він вірить, що помирає, і налякане військо дреджів відступає.
На верфях завершується будівництво кораблів, щоб вцілілі відплили в столицю людей Арберранг. Тіло Рука/Алетти кладуть на човен, який підпалюють і він відпливає до потойбіччя.

## Розробка
Гру розробляли колишні співробітники BioWare Алекс Томас, Ерні Йоргенсен і Джон Вотсон, які покинули студію після завершення роботи над Star Wars: The Old Republic. Їхньою метою було створити окрему гру для власного задоволення та реалізувати в ній свої мрії як розробників відеоігор. У цьому вони надихалися Final Fantasy Tactics і Shining Force, в які грали в дитинстві. Їхньою метою було створити гру на кшталт Baldur's Gate, King of Dragon Pass або X-COM, і спонукати гравців переживати за своїх героїв.
Кошти на розробку почали збиратися на Kickstarter 19 січня 2012 року. Загалом проєкт зібрав $723886 від 20042 людей. Розробники бажали довести, що для створення хорошої гри не потрібні великі суми грошей. Тим, хто зробив найбільший внесок, вони віддячили, зобразивши їх у грі як богів (їхні зображення містяться на священних каменях). Візуальний стиль гри натхненний малюнками Ейвінда Ерла, фільмом «Спляча красуня» (1959), фільмами Ральфа Бакши й Дона Блута. Гра повинна була нагадувати своїм настроєм серіал «Гра престолів» і книги серії «Хроніки Чорного загону», де існують складні стосунки персонажів, а події стають наслідками неоднозначних рішень.
Перед релізом повноцінної гри 26 лютого 2013 року в сервісі Steam було видано багатокористувацький режим під назвою The Banner Saga: Factions. Доступ до нього був безкоштовним. Режим закрили 9 лютого 2021 року у зв'язку з закриттям служби, що його підтримувала.
За сприяння Versus Evil гра вийшла в сервісі Steam 14 січня 2014 року. Спершу її планувалося видати для Windows і Mac OS, але завдяки внескам на Kickstarter її було також портовано на iPad і Android.

## Оцінки й відгуки
| Агрегатор  | Оцінка                                                                           |
| ---------- | -------------------------------------------------------------------------------- |
| Metacritic | (Factions) PC: 67/100 PC: 80/100 iOS: 92/100 PS4: 79/100 XONE: 76/100 NS: 80/100 |

| Видання   | Оцінка      |
| --------- | ----------- |
| Eurogamer | 8/10 (ПК)   |
| IGN       | 8,6/10 (ПК) |

The Banner Saga зібрала середні оцінки на агрегаторі Metacritic для ПК (Windows, MacOS і Linux) 80/100, для iOS 92/100, PlayStation 4 — 79/100, Xbox One — 76/100 і Nintendo Switch — 80/100.
Раян Тальйонік з GamesRadar найсильнішими аспектами гри назвав її візуальний стиль, цікаву історію, потужний штучний інтелект ворогів і різноманітність різних рішень, які роблять кожне проходження особливим. Він зауважив, що гра наповнена відчуттям безнадії, як зрештою і задумано. Хоча битви та рішення не мають миттєвих згубних наслідків, кожна неуспішна дія означає, що в майбутньому битви чи подорож каравану стануть важчими. Автор похвалив, що герої не гинуть, але зазначив, що час, потрібний на їх лікування, витрачає провіант або змушує посилати в наступний бій недолікованими. Тому «Навіть коли ви виграєте, завжди здається, що ви програли». Відзначалося, що штучний інтелект ворогів дуже кмітливий, через що бій можна програти через єдиний хибний крок. З огляду на це відсутність ручних збережень прогресу є найгіршим аспектом гри.
Лейф Джонсон з IGN писав, що «The Banner Saga заслуговує на похвалу вже за саму силу свого мистецького та музичного досвіду, який розбиває штампи. Цей досвід, у свою чергу, доповнює похмуру історію світу, що балансує на межі падіння, де суворість скандинавського ландшафту відображає важке становище взаємно недовірливих біженців. Це також жорстка тактична рольова гра, яка винагороджує продуманість і ретельну стратегію, хоча вона трохи спотикається, пояснюючи механіки поза боєм».
Згідно з Деніелом Теком з Game Informer, «Залежно від ряду факторів, для закінчення першого проходження The Banner Saga потрібно приблизно 5-15 годин. Незважаючи на кілька незначних проблем із різноманітністю ворогів і марудністю періодичних зустрічей, The Banner Saga вирізняється як відмінна тактична RPG зі значною глибиною».